# Liste der Kulturdenkmäler in Stockum-Püschen
In der Liste der Kulturdenkmäler in Stockum-Püschen sind alle Kulturdenkmäler der rheinland-pfälzischen Ortsgemeinde Stockum-Püschen aufgeführt. Grundlage ist die Denkmalliste des Landes Rheinland-Pfalz (Stand: 21. Dezember 2021).

## Einzeldenkmäler
| Bezeichnung       | Lage                  | Baujahr | Beschreibung | Bild            |
| ----------------- | --------------------- | ------- | --- | --------------- |
| Bahnhof Rotenhain | Bahnhofstraße 41 Lage | 1968    | ehemaliger Bahnhof Rotenhain von 1968, heute Haltepunkt; Empfangsgebäude mit Ausstattung, mechanischem Stellwerk der Bauart Einheit, Güterschuppen, Spannwerksanlage, Gleiskörper; bauliche Gesamtanlage | Fotos hochladen |